# Sea Ranger
Die Sea Ranger ist ein ehemaliger Schlepper, der als Expeditionsyacht unter der Flagge von Malta betrieben wird.

## Geschichte
Das Schiff wurde 1973 unter der Baunummer 1757 auf der Werft Schichau-Unterweser in Bremerhaven gebaut. Es war das zweite einer Serie von insgesamt vier auf der Werft gebauten Bergungsschleppern für die Bugsier-, Reederei- und Bergungsgesellschaft in Hamburg. Das Ende April 1973 abgelieferte Schiff kam als Simson unter deutscher Flagge mit Heimathafen Hamburg in Fahrt. Das vom Germanischen Lloyd klassifizierte Schiff hatte die IMO-Nummer 7232729.
1987 wurde der Schlepper nach Zypern ausgeflaggt. 1994 verkaufte die Bugsier-, Reederei- und Bergungsgesellschaft das Schiff über die Hamburger Yachtagentur Claus Kusch. Es wurde in Simson S. umbenannt und auf der maltesischen Manoel Island Yacht Yard zu einer Yacht umgebaut.
1997 wurde das Schiff an Eric Schmidt verkauft und bei Merrill Stevens Yachts in Miami umgebaut. Neuer Name des Schiffes wurde Lone Ranger.
2009 ging das Schiff an die von Eric Schmidt gegründete US-amerikanische Forschungseinrichtung Schmidt Ocean Institute, die es für ihre Zwecke bei Peters Schiffbau in Wewelsfleth umbauen ließ. Schmidt Ocean Institute nutzte das Schiff von 2010 bis 2012 für mehrere Forschungsreisen im Atlantischen Ozean.
Im April 2013 wurde das Schiff während der Antibes Yacht Show verkauft und später in Sea Ranger umbenannt. Das zwischenzeitlich unter der Flagge der Kaimaninseln betriebene Schiff fährt mittlerweile unter maltesischer Flagge und ist von Bureau Veritas klassifiziert.

## Technische Daten
Das Schiff ist 77,73 Meter lang und 13,20 Meter breit. Als Schlepper hatte es einen Tiefgang von 5,82 Meter. Die Vermessung betrug 1599 BRT. Der Pfahlzug betrug 135 Tonnen.
Nachdem das Schiff zu einer Yacht umgebaut worden war, wurde 2004 ein Stabilisator nachgerüstet.
Für den Antrieb des Schiffes sorgen zwei Zwölfzylinder-Viertakt-Dieselmotoren des Herstellers Klöckner-Humboldt-Deutz (Typ: RBV 12M 350) mit einer Leistung von jeweils 3238 kW. Die Motoren wirken über zwei Untersetzungsgetriebe auf zwei Verstellpropeller. Die beiden Propeller wurden 1976 mit Kortdüsen nachgerüstet. Das Schiff erreicht eine Geschwindigkeit von 15 kn. Weiterhin verfügt es über ein Bugstrahlruder.
Für die Stromversorgung stehen drei Deutz-Dieselgeneratoren mit einer Leistung von jeweils 380 kW (Scheinleistung: 475 kVA) zur Verfügung. Weiterhin wurden ein Volvo-Penta-Hafengenerator mit einer Leistung von 330 kW (Scheinleistung: 414 kVA) sowie ein Deutz-Notgenerator mit einer Leistung von 40 kW (Scheinleistung: 50 kVA) verbaut.
Der Rumpf des Schiffes ist eisverstärkt. Die Reichweite wird mit 21.000 Seemeilen bei einer Geschwindigkeit von 13 kn bzw. 31.000 Seemeilen bei einer Geschwindigkeit von 12 kn angegeben.

## Ausstattung
Die Yacht verfügt über fünf Decks. Die Decksaufbauten befinden sich zwischen der Back und dem offenen Achterdeck. Auf dem Achterdeck befindet sich ein Kran, mit dem z. B. mitgeführte Tenderboote zu Wasser gelassen werden können.
Das Schiff wird von bis zu 19 Besatzungsmitgliedern gefahren. An Bord ist Platz für zehn Gäste, die in fünf Kabinen (eine Einzel- und vier Doppelkabinen) untergebracht werden können.